# إيغو إهيميلو
إيغو إهيميلو (بالإنجليزية: Ugo Ihemelu)‏ (3 أبريل 1983 بإنوغو في نيجيريا - ) هو لاعب كرة قدم نيجيري وأمريكي في مركز الدفاع. شارك مع منتخب الولايات المتحدة لكرة القدم. أما مع النوادي، فقد لعب مع كولورادو رابيدز ولوس أنجلوس غلاكسي ونادي دالاس وLegends FC ‏.

## وصلات خارجية
- إيغو إهيميلو على موقع الدوري الأمريكي (الإنجليزية)
- إيغو إهيميلو على موقع قاعدة بيانات كرة القدم.إي يو (الإنجليزية)
- إيغو إهيميلو على موقع ناشيونال فوتبول تيمز (الإنجليزية)